# Вывеска

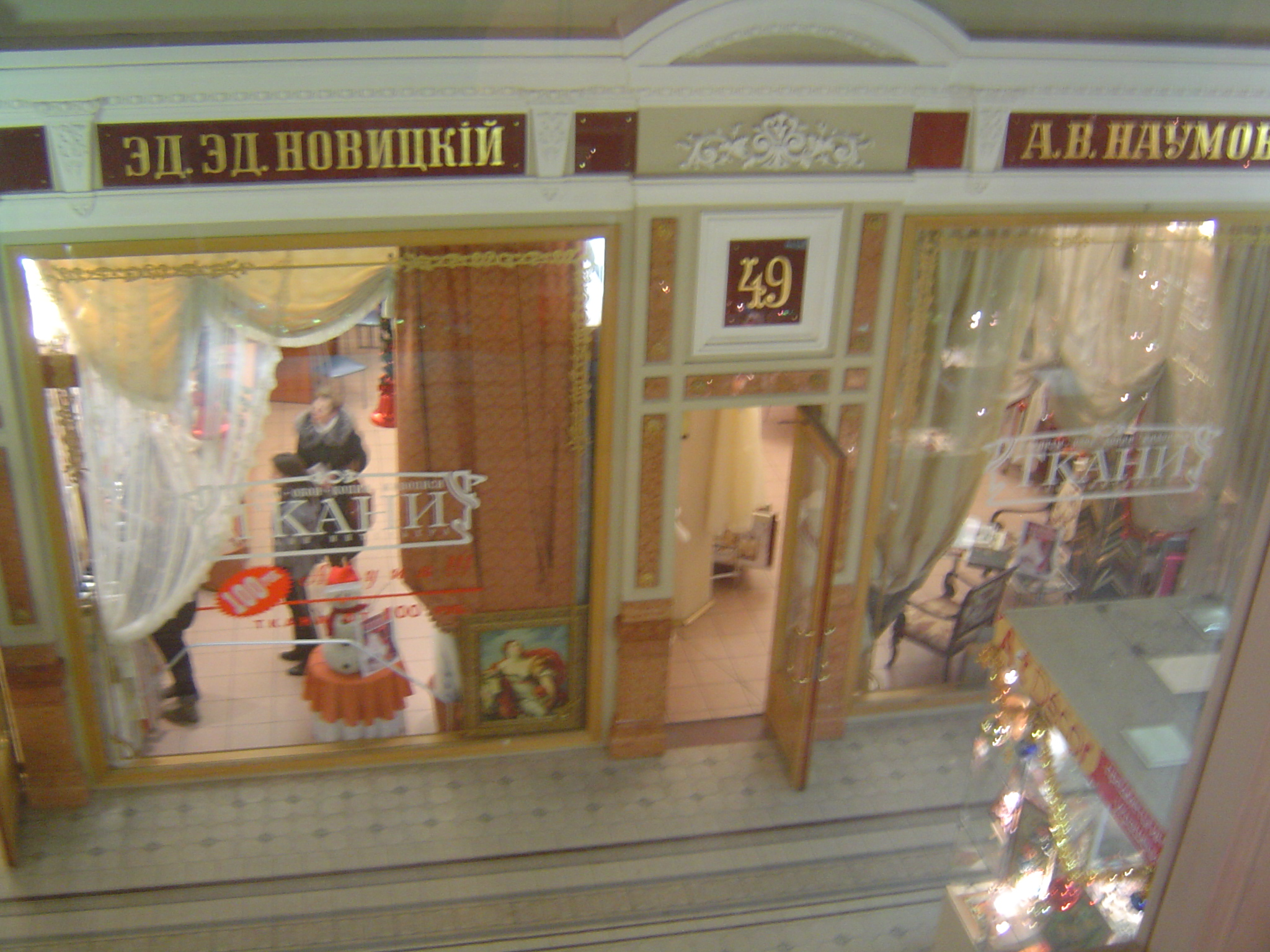
Вывески в Пассаже, вид со стороны театра имени Комиссаржевской.

Вывеска — пластина с надписью или рисунком, указывающая на то, что находится рядом с ней. Исторически: доска, щит с надписью или изображением, который вывешивался снаружи здания.
Наименования в надписях на вывесках являются назывными предложениями, которые характеризуются отсутствием глаголов. Вывески (наряду с афишами, наружной рекламой и т.д.) входят в городскую эпиграфику, формируют облик городской среды, язык города. Изображение предметов на вывесках было связано с неграмотностью большей части населения в XIX веке и ранее. В качестве вывески могли использоваться предметы, не связанные с продаваемым товаром. Например, в России VIII — начала XX века над входом в кабак прибивали еловую ветвь или елочку.

## Торговля
В торговле представлены конструкциями в объемном или плоском исполнении которые расположены, как правило, на фасаде здания рядом со входом и информируют (рекламируют) об организации находящейся внутри здания. Современная вывеска выполняет обычно две функции, которые сложно отделить одну от другой: это подача информации и реклама. Как средство рекламы вывеска относится к категории наружной рекламы и, прежде всего, выполняет имиджевую функцию. По сути, вывеска является визитной карточкой здания или помещения, помогая посетителю понять, что находится внутри, не заходя внутрь.

## Типы
Вывески условно можно разбить на световые и несветовые.

### Несветовые вывески
К несветовым вывескам относятся вывески, не имеющие собственной подсветки.
Несветовые вывески делятся на объемные и плоские:
1) Плоские несветовые вывески представляют собой основу из листового материала (ПВХ, акрил, алюминиевый композит и т. п.) с нанесённым на неё изображением (уф печать, плёнка с сольвентной печатью, плотерная резка из плёнки). Часто используется обрамление вывески. Для этой цели служит алюминиевый профиль, пластиковый уголок.
2) Объемные несветовые вывески отличаются от плоских добавлением объемных элементов из окрашенного либо покрытого плёнкой материала (объемные и псевдообъемные буквы).
Несветовые рекламные вывески — это наименее затратный сегмент в средствах наружной рекламы. Они позволят многократно снизить расходы на рекламное оформление, по сравнению со световыми конструкциями. К недостаткам несветовых вывесок следует отнести их неэффективность по сравнению со световыми вывесками в вечернее и ночное время.

### Световые вывески

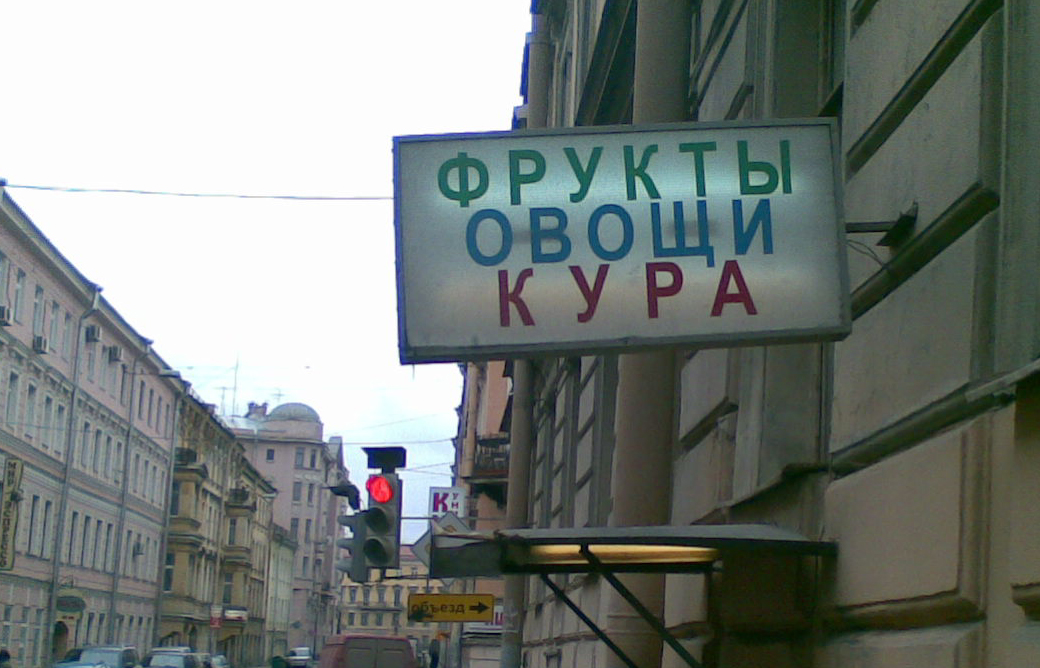
Световая вывеска

#### Световой короб(лайтбокс)
Наиболее популярный тип вывески. Представляет собой рамную, чаще всего прямоугольную (но, отнюдь не всегда) конструкцию, лицевая часть которой является рекламным носителем. Изнутри световой короб подсвечивается в темное время суток, чаще всего, посредством люминесцентных ламп.
Бюджетные световые короба изготавливаются из оцинкованной стали, лицевая часть выполняется из сотового поликарбоната с накатанной плёнкой с изображением. В качестве подсветки используют люминесцентные лампы.
Световые короба среднего класса изготавливают из алюминиевого профиля (корпус), в качестве лицевой части поверхности используют акриловое стекло (оргстекло) с накатанной плёнкой с изображением. В качестве подсветки используют люминесцентные лампы.
Самые дорогие световые короба имеют жесткий сварной каркас из алюминиевой трубы, лицевая и боковая части короба выполняется из композитного материала с фрезеровкой. Изображение — акриловое стекло с аппликацией, либо полноцветной печатью, подложенное изнутри. Подсветка — светодиоды, либо неон.

#### Световые объемные буквы
Более затратная, но и более эффективная по сравнению со световыми коробами, вывеска. Представляет собой фигурные объёмные буквы с различными видами подсветки.
Самые распространённые типы объемных букв:
- Закрытые объемные буквы выполняются из оргстекла, боковины — алюминиевый профиль (ALS) или вспененный пластик (поливинилхлорид), внутренняя подсветка — неон либо светодиоды. Боковые и лицевые поверхности часто оклеиваются специальными виниловыми плёнками.
- Объемные буквы с «открытым неоном». Яркая реклама в стиле «Ночной Лас-Вегас». Чаще всего — металлические буквы без лицевой панели, неоновые трубки располагаются внутри корпуса буквы, существует также вариант, когда неоновые лампы располагаются на лицевой поверхности букв. К недостаткам можно отнести неустойчивость к вандализму.
- Объемные буквы с контражурной (обратной) подсветкой. В этом случае источник света (неоновые лампы или светодиоды) располагаются в буквах, освещая фасад и создавая эффектное свечение (темные буквы, окружённые светящимся ореолом).

Менее распространённые типы объемных букв:
- Объемные буквы с комбинированной подсветкой. В этом случае источник света внутри расположен таким образом, чтобы освещать одновременно и лицевую часть и заднюю (контражур), создавая эффект световых букв парящих в воздухе.
- Объемные (или чаще псевдообъемные) буквы с открытой светодиодной подсветкой. На лицевую часть букв полностью или по контуру устанавливаются открытые герметичные светодиодные пиксели, модули (кластеры) или ленты. Отличаются высокой яркостью.
- Объемные буквы из алюминия или нержавеющей стали. Корпусы букв спаиваются или свариваются из металла. В зависимости от типа выбранной подсветки в лицевую или заднюю часть буквы устанавливается светорассеивающее или прозрачное оргстекло, полистирол или другой специальный материал. Такие вывески как правило стоят дороже и заказываются, обычно, банками или дорогими бутиками.

Видеовитрина в качестве вывески
Конструктивно видеовитрина состоит из проектора, который транслирует изображение, и специальной плёнки обратной проекции (толщиной 100 нм) на стекло витрины, превращая обычное стекло в самый настоящий экран. Таким образом весь фасад помещения можно превратить в одну огромную вывеску, выделяющуюся среди остальных своей динамичностью. Как правило, проектор крепится к потолку, в редких случаях, если того требует конфигурация помещения (в условиях очень ограниченного пространства) проектор устанавливается на пол. Изображение становится видимым с наружной стороны Вашей витрины. Данная система может оснащена дополнительным звуковым оборудованием и системой управления видео-контентом, что позволяет прохожим взаимодействовать с ней.
В какой-то степени прародителем видеовитрины можно считать шкаф-витрину Гарри Ротта. Ещё в 1922 Гарри Ротт создал фотографический кабинет-витрину, некий прототип сегодняшним видеовитринам, который мог быть использован как в рекламных целях, так и в качестве устройства донесения информации.Это был некий шкаф с прозрачными дверцами. В дверцах данного шкафа менялись изображения, закреплённые на ленте, которая была сложена по 
принципу паспарту. При помощи поворота специальной ручки можно было "пролистнуть" изображения. А изображения, которые уже были показаны или чья очередь ещё не подошла, хранились в специальном отсеке шкафа. Кроме 
того последовательность смены изображений на витрине Гарри Ротта могла подчиняться определённым алгоритмам, что позволяло её использовать даже в образовательных целях.